# Sigfús Sigmundsson
Sigfús Sigmundsson (n. 918) fue un vikingo y bóndi de Breiðabólstaður í Fljótshlíð, Rangárvallasýsla en Islandia. Como personaje histórico aparece citado en la saga de Njál, aunque es su descencia la que adquiere cierto protagonismo en la saga primero como rivales de Gunnar Hámundarson, y posteriormente como aliados de Flosi Þórðarson tras el asesinato de Njáll Þorgeirsson y su familia. Estaba casado con Þórunn Jörundsdóttir (n. 930), hija de Jörundur Hrafnsson y nieta de Hrafn heimski Valgarðsson y de esa relación nacieron ocho hijos:
1. Þráinn Sigfússon
2. Steinvör Sigfúsdóttir (n. 952)
3. Þorkell Sigfússon (n. 954)
4. Mördur Sigfússon (n. 956)
5. Lambi Sigfússon (n. 958)
6. Sigmundur Sigfússon (n. 960)
7. Sigurður Sigfússon (n. 962)
8. Ketill Sigfússon (n. 963), que estaba casado con Þorgerður Njálsdóttir (n. 968) una de las hijas de Njáll Þorgeirsson.